# 谢夫尔
谢夫尔（法語：Chièvres，法語發音：[ʃjɛvʁ] ⓘ）是比利时瓦隆大区埃諾省阿特區的一座城市，通行法语，是比利时法语社群的一部分，面积46.91平方千米，人口6,899人（2018年1月1日）。